# بیچری
بیچری (انگلیسی: Bucheri) یک منطقه‌ی مسکونی در پاکستان در ایالت سند است که در ناحیه شهید بینظیرآباد واقع شده است.